# Гарланд (Јута)
Гарланд (енгл. Garland) град је у америчкој савезној држави Јута.

## Демографија
По попису из 2010. године број становника је 2.400, што је 457 (23,5%) становника више него 2000. године.
| Група             | 2000.         | 2010.         |
| Белци             | 1.700 (87,5%) | 2.080 (86,7%) |
| Афроамериканци    | 0 (0,0%)      | 3 (0,1%)      |
| Азијати           | 61 (3,1%)     | 35 (1,5%)     |
| Хиспаноамериканци | 153 (7,9%)    | 241 (10,0%)   |
| Укупно            | 1.943         | 2.400         |